# Gud, jag i stoftet böjer mig
Gud, jag i stoftet böjer mig är en psalm av Johan Åström som endast förekommer i 1819 års psalmbok och uteslöts i 1937 års psalmbok. Melodin är av svenskt ursprung, dess ålder är okänd. Den används även till psalmerna nr 7 Oändlige, o du vars hand, nr 300 Hell, konung! Säll och lyckosam och nr 321 Hur härlig, Gud, din sol uppgår.
Psalmen har 5 verser och inleds 1819 med orden:
Gud, jag i stoftet böjer mig 
Och prisar, store Herre, dig,
När allt i intets mörker låg,
Du djupets rymder genomsåg;

## Publicerad i
- 1819 års psalmbok som nr 27 under rubriken "Skapelsen och försynen".